# Radio Swiss Classic
Radio Swiss Classic (nota precedentemente anche in lingua italiana come Radio Svizzera Classica) è un'emittente radiofonica della società Swiss Satellite Radio/SRG SSR diretta da Denise Bolle che propone un palinsesto incentrato sulla musica classica, senza interruzioni pubblicitarie. Parte della sua programmazione viene trasmessa in Svizzera anche attraverso Radio SRF 2 Kultur e RSI Rete Due.

## Palinsesto
La programmazione è composta da più di 4300 titoli di musica classica, antica e operistica.

## Loghi

Logo usato dal 2001 al 2014
Logo attuale